# 诺玛·麦考维
诺玛·莉娅·尼尔森·麦考维（英語：Norma Leah Nelson McCorvey，1947年9月22日—2017年2月18日），曾化名为简·罗（英語：Jane Roe），是美国墮胎判例罗诉韦德案中的原告；在此项判例中，美国最高法院判决各州禁止孕妇堕胎的法律均属违宪。
麦考维后来成为了福音派新教徒，又在晚年改宗为罗马天主教，并参与了反堕胎运动。麦考维曾表示，参与罗诉韦德案是她此生中最严重的错误；但在尼克·斯威尼所拍的纪录片《又名简·罗》（AKA Jane Roe）中，麦考维在临终忏悔时曾表示自己并未真正支持过反堕胎运动，她这么做是因为有人会给她报酬。

## 早年生活
麦考维出生在路易斯安那州锡姆斯波特，她的童年是在位于波因特库皮堂区莱茨沃思的家中度过的，不过后来举家搬往了休斯敦。